# Algernon Keith-Falconer, IX conte di Kintore
Algernon Hawkins Thomond Keith-Falconer, IX conte di Kintore (Edimburgo, 12 agosto 1852 – Londra, 3 marzo 1930) è stato un politico scozzese.

## Biografia
Nato a Lixmount House, nei pressi di Edimburgo, Algernon era il figlio di Francis Keith-Falconer, VIII conte di Kintore, e di sua moglie, Louisa Madaleine Hawkins. Studiò a Eton e al Trinity College.

## Carriera politica
Nel 1880, Lord Kintore divenne un candidato conservatore per il Chelsea. Nello stesso anno succedette a suo padre alla contea. Nel 1885 era un rappresentante della Camera dei lord e un Lord-in-Waiting (1885-1886 e 1895-1905), e un anno dopo la sua nomina, un membro del Consiglio privato.  Ricoprì la carica di Capitano dei Yeomen della guardia (1886-1889). Egli era il colonnello del 3º Battaglione del Gordon Highlanders. Nel 1913 è stato nominato Vice Presidente della Camera dei lord.

### Governatore dell'Australia Meridionale
Lord Kintore divenne Governatore dell'Australia Meridionale (1889-1895). Arrivò con la sua famiglia ad Adelaide, in Australia Meridionale, l'11 aprile 1889 a bordo della Orient ed è stato formalmente accolto dal Presidente della Corte Suprema Samuel Way, che in seguito si è dimesso come Gran Maestro della Gran Loggia dell'Australia Meridionale in suo favore.
Massone, durante il suo mandato di governatore (1889-1895) è Gran Maestro della Gran Loggia unita d'Australia del Sud.

## Matrimonio
Sposò, il 14 agosto 1873 a Londra, Lady Sydney Charlotte Montagu (14 ottobre 1851-21 settembre 1932), figlia di George Montagu, VI duca di Manchester e di Harriet Sydney Dobbs. Ebbero quattro figli:
- Ethel Sydney Keith-Falconer, contessa di Kintore (20 settembre 1874-21 settembre 1974), sposò John Baird, I visconte Stonehaven, ebbero cinque figli;
- Lady Hilda Madeleine Keith-Falconer (5 novembre 1875-13 luglio 1967);
- Ian Douglas Montagu Keith-Falconer, Lord Inverurie (5 aprile 1877-26 agosto 1897);
- Arthur Keith-Falconer, X conte di Kintore (5 gennaio 1879-25 maggio 1966).

## Morte
Nei primi mesi del 1901, su ordine di Edoardo VII, prese parte ad una speciale missione diplomatica nell'annunciare l'ascesa al trono del Re ai governi di Danimarca, Svezia e Norvegia, Russia, Germania e Sassonia.
Morì il 3 marzo 1930, all'età di 77 anni, nella sua residenza a Londra, di bronchite acuta e ascesso periuretrale. Egli è stato sepolto il 7 marzo 1930 a Keith Hall, Inverurie, Aberdeen. Gli successe il suo unico figlio superstite, Arthur. La figlia maggiore, Lady Ethel, infine ereditò la contea.